# Abacisti
Gli aba o abacisti erano gli appartenenti a una delle due principali scuole matematiche del Medioevo (fino al XIII secolo circa), insieme agli algoritmisti.
Pur non avendo il segno zero (di origine araba), utilizzavano un sistema di scrittura dei numeri per colonne che consentiva l'attribuzione di un valore posizionale alle cifre. Usavano frazioni dodicesimali, in parte retaggio del sistema di numerazione romano.